# Katarina av Pommern
Katarina av Pommern, född före år 1388, död 12 mars 1426 i Kloster Gnadenberg, var en pommersk furstinna, grevinna av Pfalz som gift med pfalzgreve Johan av Pfalz. Hon var fosterdotter till drottning Margareta. 
Hon var dotter till hertig Vratislav VII av Pommern (stupad 1394/1395) och Maria av Mecklenburg (död 1402/1403) samt syster till Kalmarunionens kung Erik. Hon adopterades samtidigt som brodern år 1388 av sin mormors syster drottning Margareta, i samband med att hennes bror blev Margaretas medregent. Ursprungligen hade Margareta avsett att placera Katarina i Vadstena kloster, precis som sin andra fosterdotter Ingeborg av Holstein, men dessa planera avbröts. 
Det förhandlades sedan om äktenskap mellan henne och prins Henrik av Wales. Dessa förhandlingar sköttes 1401-1404, i samband med att hennes bror planerades att gifta sig med Filippa av England, vilket innebar ett dubbeläktenskap mellan Sverige och England. Förordningar utfärdades som gick ut på att ifall Erik avled utan arvingar, skulle länsherrarna i Danmark hålla sina borgar för Katarinas räkning, vilket innebar att man betraktade Katarina som en potentiell blivande monark. Förhandlingarna fullföljdes för Eriks del, men rann ut i sanden för Katarinas. Anledning är oklar - förberedelserna tycks helt enkelt ha avbrutits och upphörde att nämnas - men Tyskland var ett betydligt viktigare land för Norden att ha diplomatiska förbindelser med än England, med en allians med den tyska kungen mot Hansan, och tyskarna begärde en mindre hemgift. 
På hennes brors bröllop 1406 avslutades Katarinas egna förhandlingar med en annan tilltänkt brudgum och äktenskapskontraktet undertecknades i november 1406 i Lund. Katarina gifte sig i Ribe den 15 augusti 1407 med pfalzgreve Johan av Pfalz (omkring 1383-1443). Paret fick följande barn:
1. Kristofer av Bayern (1416-1448), nordisk unionskung

Katarina hade i Sverige blivit intresserad av Birgittinorden och grundade 1420 tillsammans med Johan det första birgittinklostret i Bayern, Gnadenberg. Det hade först endast munkar men fick vid året för hennes död tillstånd av påven att bli ett dubbelkloster.